# 狭叶鸡矢藤
狭叶鸡矢藤（学名：Paederia stenophylla）为茜草科鸡矢藤属下的一个种。其种加词“Stenophylla”意为“窄叶的”。
现接受名为鸡屎藤（Paederia foetida L.）。